# Ethan Warren
Ethan Warren (Sunnybank, 2 ottobre 1991) è un tuffatore australiano. Ha rappresentato l'Australia ai Giochi olimpici di Londra 2012 nel concorso dalla piattaforma 10 metri.

## Biografia
È stato convocato in nazionale ai XIX Giochi del Commonwealth di Delhi dove ha vinto due medaglie d'argento, entrambe in coppia con Matthew Mitcham, oro olimpico a Pechino 2008: una nella piattaforma 10 metri sincro, l'altra nel trampolino 3 metri sincro.

## Palmarès
- Giochi del Commonwealth

Delhi 2010: argento nel sincro 3 m e nel sincro 10 m.